# Hungría en los Juegos Olímpicos de San Luis 1904
Hungría estuvo representada en los Juegos Olímpicos de San Luis 1904 por un total de 4 deportistas que compitieron en 2 deportes.  

## Medallistas
El equipo olímpico húngaro obtuvo las siguientes medallas:
| Nombre        | Deporte  | Competición    |
| ------------- | -------- | -------------- |
| Oro           |          |                |
| Zoltán Halmay | Natación | 50 yd libre M  |
| Zoltán Halmay | Natación | 100 yd libre M |
| Plata         |          |                |
| Géza Kiss     | Natación | 1 mi libre M   |
| Bronce        |          |                |
| Géza Kiss     | Natación | 880 yd libre M |